# Crime en France
Pour les autres articles nationaux ou selon les autres juridictions, voir Crime.

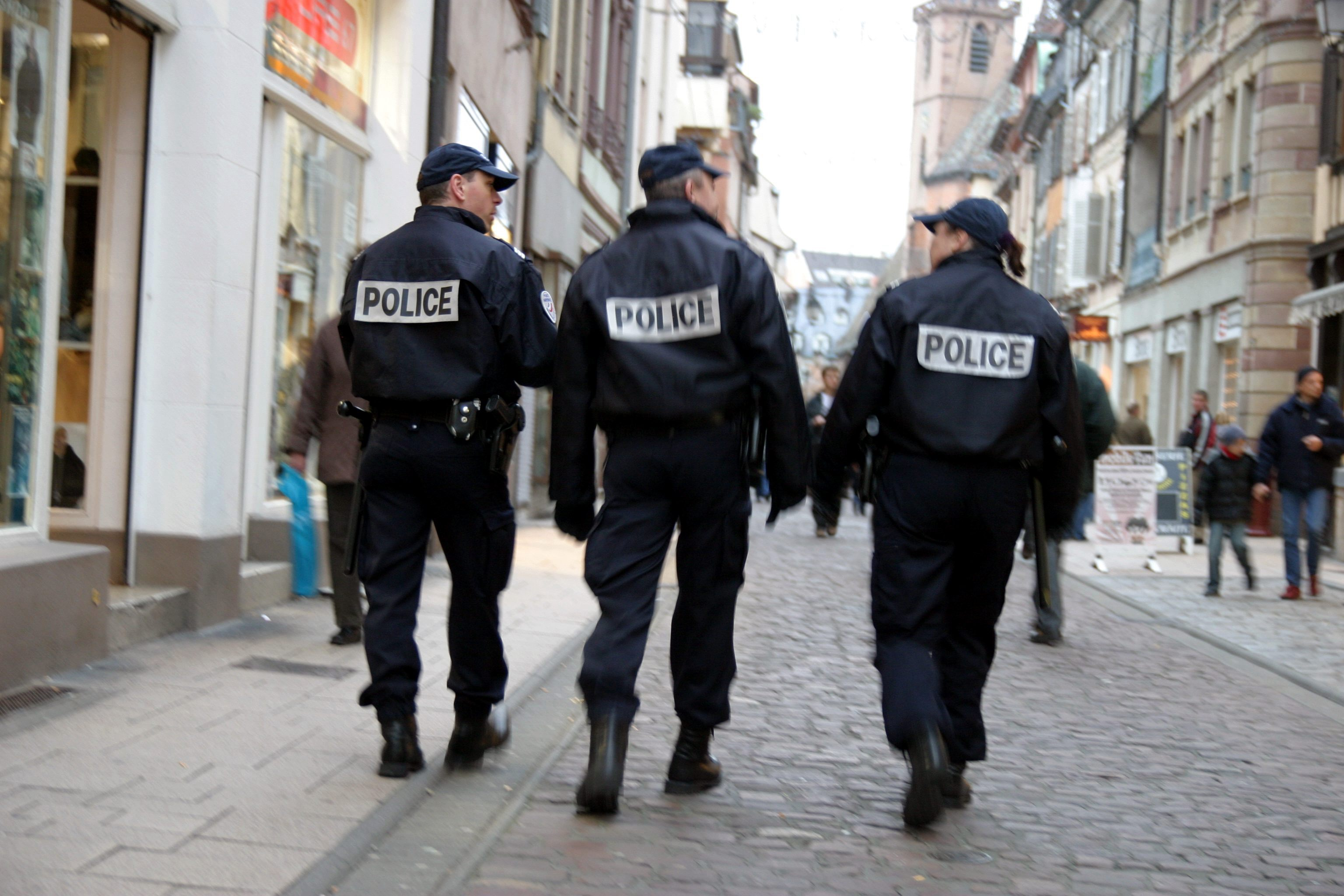
Patrouille de police visant à maintenir l'ordre et la sécurité

En France, le crime est la classe d'infraction pénale la plus grave.
Le crime se distingue du délit et de la contravention par le degré de gravité de l'infraction. En effet, la peine encourue est plus lourde et la procédure différente.
Le crime est puni d'une peine de prison pouvant aller de 15 ans jusqu'à la perpétuité (prison à vie).

## Typologies

### Crime, délit et contravention
Le crime se distingue du délit, moins grave. Il n'existe pas de critères internationaux et les mêmes faits peuvent donc être qualifiés diversement en fonction des pays.
Le droit français classe les sanctions en fonction des peines encourues : crime, délit et contravention. Une infraction sera qualifiée de criminelle, si la peine encourue est strictement supérieure à 10 ans ou 75 000 euros d'amendes pour les personnes morales, soit à partir de 12 ans de réclusion ou de détention (pour les affaires politiques) criminelle.
La peine criminelle est définie dans les articles 131-1 et 131-2 du code pénal français. Les crimes sont jugés par la cour d'assises.

## Applications

### Choix entre un crime ou un délit
Cette distinction en fonction des peines et non des incriminations peut permettre un choix pour le ministère public : Cour d'assise ou tribunal correctionnel. Dans un certain nombre de cas, il suffit de retenir ou ignorer les circonstances aggravantes pour modifier la qualification de crime ou délit et donc la juridiction compétente. Les vols dits simples sont des délits, alors que des vols avec usage ou sous la menace d'une arme sont qualifiés de crimes.

#### Correctionnalisation d'un crime
La transformation d'un crime en délit, c'est-à-dire la modification de l'instance de jugement, une cour d'assises initialement, vers un tribunal correctionnel s'appelle la « correctionnalisation ».
Le ministère public a des consignes de correctionnalisation pour désengorger les tribunaux[réf. nécessaire] : une Cour d'assises est beaucoup plus onéreuse en temps et en argent à constituer qu'un tribunal correctionnel. La correctionnalisation peut également avoir pour but de bénéficier d’une procédure qui serait plus favorable aux victimes, en évitant des débats oraux sur l’ensemble du dossier ou en permettant un jugement par des magistrats professionnels plutôt que par un jury populaire, par exemple en matière d’infractions sexuelles.
La correctionnalisation s'appuie sur le 4e alinéa de l'article 469 du Code de procédure pénale, qui permet à un juge d'instruction de passer en force une correctionnalisation si la victime est constituée partie civile et si elle était assistée d’un avocat lorsque ce renvoi a été ordonné (ORTC).
La correctionnalisation d'un crime peut également être une habitude courante pour les victimes, leurs avocats, les juges et les auteurs, mais un tribunal correctionnel peut toutefois la refuser.

#### Criminalisation d'un délit
À l'origine, un simple délit, par exemple un vol à l'arraché, peut se transformer en crime, dans le cas où la victime chute et se tue : le voleur n'avait pas l'intention initiale de tuer. On parle alors de « criminalisation ».

### Classification des crimes
On peut distinguer plusieurs sortes de crimes en suivant le plan du code pénal :
- contre les personnes : viol, torture, esclavage, meurtre, génocide, crime contre l'humanité, etc.
- contre les biens : vol avec violences graves, escroquerie, etc.
- contre l'État : complot, attentat, crime contre la sûreté de l'État, intelligence avec une puissance étrangère, trahison, espionnage, désertion, faux-monnayage, etc.

Les actes qualifiés de criminels varient suivant les systèmes juridiques sachant que les systèmes anglo-américains englobent dans la notion de crime aussi bien les crimes que les délits au sens français. Ceci signifie que ce que les Anglais ou les Américains appellent crime est fréquemment un délit en France et pas un crime. Par exemple, le recel est un délit et le vol ne peut être considéré comme un crime qu'en présence d'au moins trois autres caractéristiques aggravantes ou bien en présence de certaines caractéristiques particulières telles que des violences avec ITT supérieure à huit jours ou aide de mineurs.

### Réclusion criminelle et détention criminelle
Le nom d'une peine de prison varie en fonction de la qualification de l'infraction. En présence d'un délit, la peine de prison est appelée légalement "emprisonnement". En matière criminelle, il faut distinguer la réclusion criminelle de la détention criminelle. Il s'agit des dénominations des peines de prison prononcée en présence de crimes suivant que le crime est qualifié de politique ou non.
- La réclusion criminelle consiste à détenir une personne pour un temps prescrit par une décision de justice. Auparavant il existait la peine de mort, la déportation ou les travaux forcés. Pour un crime, la peine maximale est la réclusion criminelle à perpétuité.
- en cas de crime politique, fait rarissime, la peine de prison se nomme détention criminelle.

### Commencement de l'infraction
À la différence de plusieurs délits qui n'apparaissent pas constitués si les auteurs n'ont pas pu aller au bout de leurs intentions, tout commencement d'un crime rend celui-ci effectif et donc punissable.
L'article 121-4 du code pénal précise à son 2° que la tentative de commettre un crime rend son agent auteur de l'infraction.
L'article 121-5 du code pénal précise la tentative de commettre un crime : il faut que le crime n'ait pas pu être exécuté à cause de circonstances extérieures à son ou ses auteurs.

## Statistiques et chiffres

### Homicides
Il y a eu 880 homicides en France en 2019, une hausse de 4 % par rapport à l'année précédente. Huit fois sur dix, le meurtrier et la victime se connaissaient,.
La diversité géographique de la criminalité est notable : dix départements réunissent à eux seuls 40,18 % des meurtres ou tentatives commis en 2010 sur le territoire. Le record par habitant est détenu par le Vaucluse. En valeur absolue le département des Bouches-du-Rhône avec 103 faits est suivi de près par Paris et la Seine-Saint-Denis. En 2008, la Corse détient le record des homicides par arme à feu avec 20 meurtres et 13 tentatives de meurtre. En 2009, 25 assassinats liés au grand banditisme étaient recensés sur l'île de Beauté. En se fondant sur les chiffres de la Direction centrale de la police judiciaire, on dénombrait 10 homicides en Corse en 2007, 25 en 2008, 29 en 2009, 17 en 2010 et 22 en 2011 – sachant que ces chiffres ne regroupent pas que des assassinats politiques ou des règlements de compte liés au banditisme, mais aussi des crimes passionnels ou familiaux. On arrive donc à 103 homicides sur cinq ans pour au moins 300 000 habitants sur la période, soit un peu moins de 7 homicides par an pour 100 000 habitants.
Une étude publiée en mai 2015 par l'Observatoire national de la délinquance et des réponses pénales (ONDRP) portant sur l'ensemble des homicides dans la région parisienne de 1991 à 1996 révèle que les meurtriers sont des hommes à 85 %, que l'arme blanche est dans 31 % des cas la méthode utilisée, contre moins de 30 % par arme à feu, environ 20 % par coups, moins de 5 % par asphyxie et strangulation et le reste se répartissant en causes diverses. Dans 71 % des cas, le meurtrier a fait une victime, deux victimes dans 19 % des cas et trois victimes dans 9 % des cas.
En 2018, la France est le pays européen qui a enregistré le plus grand nombre d’homicides (779 homicides). Le pays se retrouve toutefois en milieu de tableau des pays européens lorsque ces chiffres sont ramenés au nombre d'habitants. Le taux d'homicide s'établissant alors à 1,16 pour 100 000 habitants. Ce taux pourrait toutefois être sous-évalué car d'après la méthodologie d'Eurostat, les « agressions menant à la mort » (serious assault leading to death) ne sont pas comptabilisées comme des homicides pour la France.
Les statistiques du ministère de l’Intérieur montrent que les tentatives d’homicides ont augmenté de 59 % entre 2016 et 2022. Les homicides sont, eux, en hausse de 17 % sur la même période. Depuis 2020, ils augmentent parallèlement que les tentatives. Les faits recensés sont passés de 816 en 2020, à 881 en 2021, puis 959 en 2022. Pour 2023, ils dépassent le seuil des mille crimes enregistrés. Entre 2016 et 2022, pour les homicides comme pour les tentatives, « les taux les plus élevés ont été observés dans les départements d'outre-mer »: plus de 6,5 faits pour 100 000 habitants en Guyane et Guadeloupe, concernant les homicides.
En 2023, les assassinats, tentatives d'assassinats entre délinquants et règlements de comptes augmentent de 38 % par rapport à 2022. Ils ont concernés 418 personnes. Ce type d’assassinat entre groupes criminels est en augmentation de 20 % avec 85 cas recensés. Les médias notent l'usage « de plus en plus décomplexé » des armes de guerre. Ainsi, parmi les 8 000 armes saisies partout en France par la police durant la même année, près de 300 étaient des armes de guerre.
Notons que les outre-mers contribuent activement à l'augmentation du taux de tentatives d’homicide par habitant en France : sur la période 2016-2023, on compte 49,5 victimes de tentative d’homicide enregistrées pour 100 000 habitants en Guyane, 24,0 en Guadeloupe et 23,6 en Martinique, puis 12,8 à Mayotte contre 3,9 tentatives d’homicides pour 100 000 habitants en moyenne en France métropolitaine (5,9 tentatives d’homicide pour 100 000 habitants en moyenne sur toute la France).

### Coups et blessures
Le nombre de coups et blessures, stable entre 2008 et 2016, est en augmentation depuis 2017.

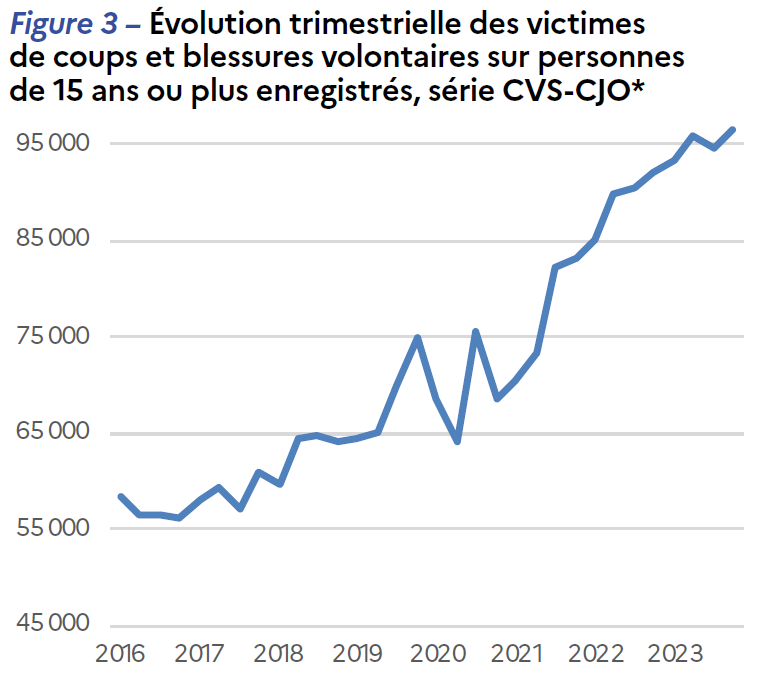
Évolution trimestrielle des victimes de coups et blessures volontaires sur personnes de 15 ans ou plus enregistrés.
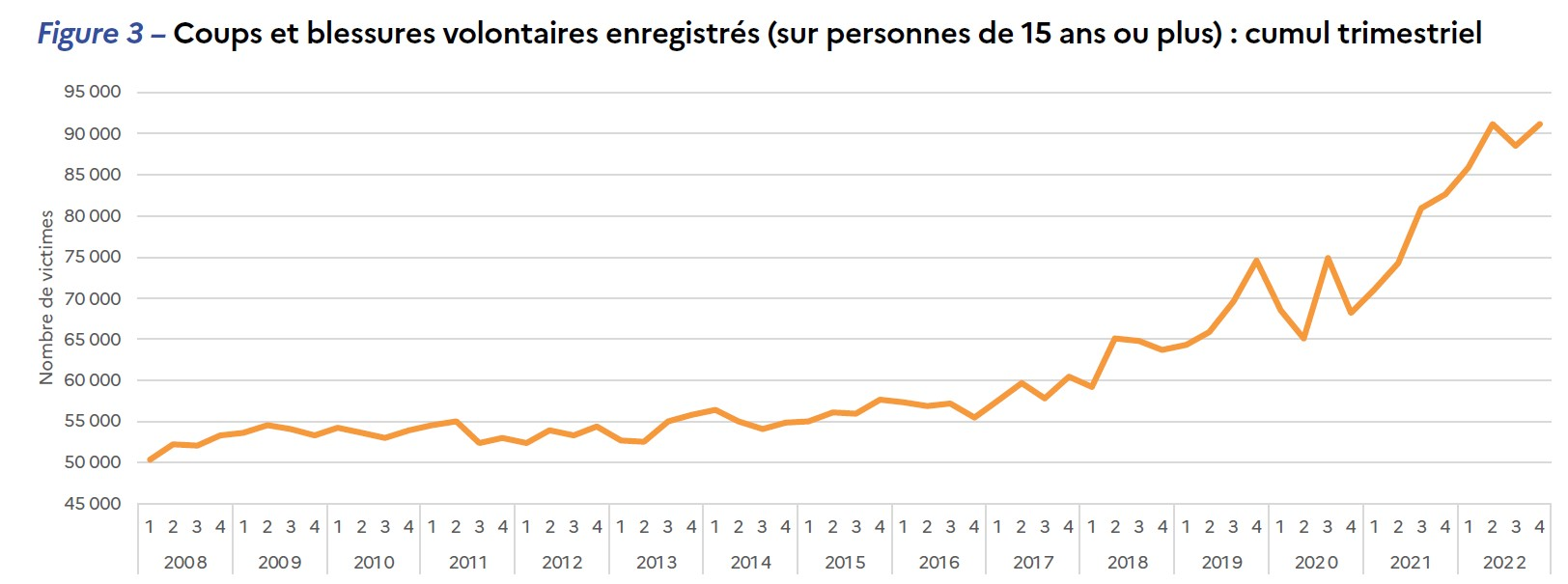
Coups et blessures volontaires enregistrés en France, période 2008-2022.

### Violences sexuelles

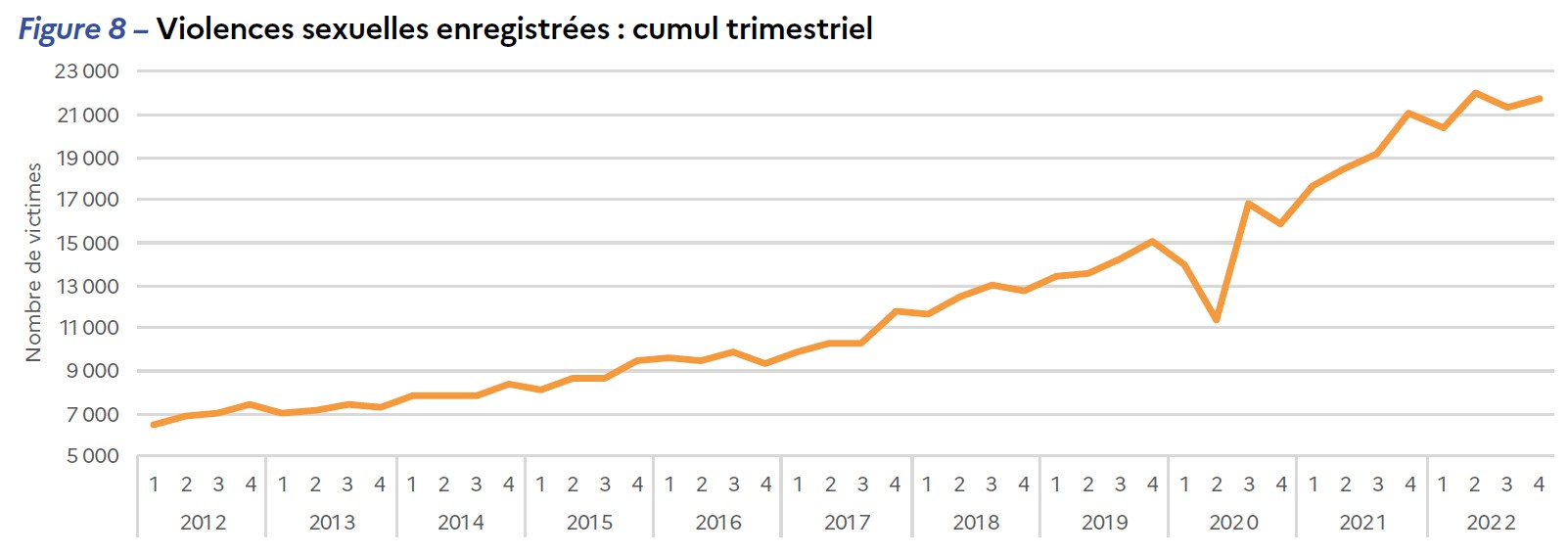
Violences sexuelles en France, période 2008-2022

## Peine plancher
L'article 132-18 du code pénal entré en vigueur le 1er mars 1994 et modifié le 13 décembre 2005 impose un minimum légal à la peine infligée. Lorsque la peine encourue est la perpétuité, le minimum de la peine prononcée est de deux ans d'emprisonnement. Sinon le minimum est de un an.
Bien sûr, pour les personnes morales, la peine prononcée ne peut être logiquement qu'une amende.
Depuis la loi du 10 août 2007 sur la récidive, le principe de la peine plancher s'est étendu à l'hypothèse de la récidive de crime (article 132-18-1 du code pénal). Cette prescription est cependant tempérée par la faculté donnée à la juridiction de s'en dispenser au regard des circonstances.
La loi du 15 août 2014 relative à l’individualisation des peines et renforçant l’efficacité des sanctions pénales a supprimé les peines planchers.

## Rétention de sûreté
Les personnes condamnées à plus de 15 ans de prison peuvent faire l'objet, à l'issue de leur peine, d'une rétention de sûreté ou d'une surveillance de sûreté, depuis la loi du 25 février 2008. Elles peuvent aussi faire, le cas échéant, l'objet d'une injonction de soins lors de leur suivi socio-judiciaire (mesure créée par la loi Guigou de 1998), laquelle peut inclure un traitement hormonal (dit castration chimique).